# 聖カシルダ (スルバラン)
『聖カシルダ』（せいカシルダ、西: Santa Casilda, 英: Saint Casilda）は、スペインのバロック絵画の巨匠フランシスコ・デ・スルバランが1630-1635年ごろにキャンバス上に油彩で制作した絵画である。聖女を当世風の衣装で描いたスルバランの作品の人気は1640年代に最高潮に達したが、本作は疑いもなくスルバランの聖女像の中でも最も完成された作品の1つに数えられる。1810年にセビーリャの諸教会に対して組織的な略奪を行ったフランスの将軍ニコラ＝ジャン・ド・デュ・スールトのコレクションに含まれていたもので、カナダ・モントリオールのウィリアム・ヴァン・ホーン (William Van Horn) 氏の所有を経て、1979年にティッセン＝ボルネミッサ・コレクションに入った。現在はマドリードのティッセン＝ボルネミッサ美術館に所蔵されている。

## 作品
1087年に殉教した聖カシルダは聖エルジェーベトと同一視されることもある。それは、両聖女が伝統的なアトリビュート (人物を特定する事物) としてバラを持った姿で表されるからである。しかし、本作の聖女が頭部に冠ではなく金と真珠のヘッド・バンドを着けていることにより、研究者のジョナサン・ブラウン は彼女をカシルダとして特定化した。
カシルダはムーア人のトレド王の王女であったが、キリスト教に改宗した。改宗後、彼女は父のもとに捕虜になっているキリスト教徒たちに密かに食物を運んでいた。伝説によれば、ある日、彼女は服の襞の間にパンを隠して捕虜たちに持っていこうとしていたが、父親に見つかってしまった。父である王は、彼女が抱えているものを調べるよう命じた。カシルダがスカートを広げると、パンは奇蹟的にバラの花に変わった。
小作りで繊細な目鼻立ちをしたカシルダの顔は、若々しく愛らしい。髪の毛は無造作に肩にかかって、絵画の堅苦しさを和らげている。身体がやや前かがみになっていることも、スルバランがしばしばこの主題に用いる直立のポーズの厳格さを和らげている。カシルダの人柄の暖かさは、常にない柔らかな色彩の組み合わせに反映されている。彼女の身体は斜め横から見られているが、これはおそらく元来、行列する聖女像連作の1枚であったためであろう。しかし、この側面的視点により、スルバランは灰色の背景の前で豊かで変化に富む色彩を自由に駆使することができたのである。強い光が彼女の姿を造形し、簡素な背景の中で彼女の服の色を際立させている。画家はとりわけ彼女の服の質感、金糸の刺繍、宝石を強調している。人物の個性的な容貌は、この作品がアトリビュートとともに描かれているものの、「実在の人物としての聖人の肖像」 (西: tetrato a lo divino) であることを想起させる。
なお、本作は、スルバランが類似する奇蹟を描く『ポルトガルの聖イサベル』 (プラド美術館) と比較されてきた。